# Mathijs Donatz
Mathijs Donatz (Rotterdam, 29 november 1990) is een Nederlands voetballer die speelt als keeper. Hij speelt anno 2023 voor de 4e divisie amateurclub Achilles Veen. Van 2009 tot 2011 speelde hij voor Sparta Rotterdam.
Donatz debuteerde voor Sparta Rotterdam op 15 oktober 2010, in de met 3-1 verloren uitwedstrijd tegen FC Zwolle, hij kwam in de 84e minuut in het veld voor André Krul. Het zou bij deze zes minuten voor Sparta blijven.